# Wydział Sztuki Uniwersytetu Radomskiego
Wydział Sztuki Uniwersytetu Radomskiego – jeden z ośmiu wydziałów Uniwersytetu Radomskiego.

## Historia Wydziału
Wydział Sztuki został utworzony 3 sierpnia 2007 r. decyzją Ministra Nauki i Szkolnictwa Wyższego. Powstanie tego wydziału zakładała strategia rozwoju Uczelni przyjęta kilka miesięcy wcześniej. Wydział powstał na bazie Instytutu Sztuki Wydziału Nauczycielskiego dzięki staraniom m.in. prof. Aleksandra Olszewskiego dyrektora Instytutu i dziekana Wydziału Sztuki (w latach 2008–2016). 29 września 2008 roku wydział uzyskał prawo nadawania stopnia naukowego doktora w zakresie sztuk pięknych, a decyzją z dnia 29 stycznia 2018 r. Centralna Komisja ds. Stopni i Tytułów przyznała Wydziałowi Sztuki UTH w Radomiu uprawnienia do nadawania stopnia doktora habilitowanego sztuk plastycznych w dyscyplinie sztuki piękne. 1 października 2019 roku w wyniku likwidacji dotychczasowego Wydziału Materiałoznawstwa, Technologii i Wzornictwa została utworzona Katedra Wzornictwa istniejąca w strukturze tego wydziału jako Katedra Wzornictwa, Technologii Obuwia i Odzieży.

## Kierunki studiów
Dostępne kierunki:
- Architektura wnętrz (studia I stopnia)
- Grafika (studia jednolite magisterskie)
- Sztuka mediów i edukacja wizualna (studia I i II stopnia)
- Sztuka mediów (studia I i II stopnia) od roku akademickiego 2024/2025
- Wzornictwo ubioru i akcesoriów mody (studia I stopnia)

## Poczet dziekanów
1. prof. Aleksander Olszewski (2008–2016)
2. prof. dr hab. Andrzej Markiewicz (od 2016)

## Władze Wydziału
W kadencji 2024-2028:
| Stanowisko | Imię i nazwisko                  |
| ---------- | -------------------------------- |
| Dziekan    | prof. dr hab. Andrzej Markiewicz |
| Prodziekan | dr hab. Mariusz Dański           |

W kadencji 2020–2024:
| Stanowisko | Imię i nazwisko                  |
| ---------- | -------------------------------- |
| Dziekan    | prof. dr hab. Andrzej Markiewicz |
| Prodziekan | dr hab. Mariusz Dański           |
| Prodziekan | dr hab. Łukasz Rudecki           |

## Struktura organizacyjna
| Katedra                                            | Kierownik                       |
| -------------------------------------------------- | ------------------------------- |
| Katedra Architektury i Wzornictwa Ubioru           | dr hab. Hanna Wojdała-Markowska |
| Katedra Grafiki i Projektowania                    | dr hab. Michał Kurkowski        |
| Katedra Mediów Cyfrowych i Struktur Przestrzennych | dr Marcin Noga(p.o)             |